# Shun’ichi Nakajima
Shun’ichi Nakajima (japanisch 中島 俊一 Nakajima, Shun’ichi; * 16. Juni 1982 in der Präfektur Gunma) ist ein ehemaliger japanischer Fußballspieler.

## Karriere
Nakajima erlernte das Fußballspielen in der Schulmannschaft der Teikyo High School und der Universitätsmannschaft der Ryūtsū-Keizai-Universität. Seinen ersten Vertrag unterschrieb er 2005 bei Nagoya Grampus Eight. Der Verein spielte in der höchsten Liga des Landes, der J1 League. Für den Verein absolvierte er drei Erstligaspiele. 2008 wechselte er zum Drittligisten FC Ryūkyū. 2009 wechselte er zum Zweitligisten Mito HollyHock. Ende 2009 beendete er seine Karriere als Fußballspieler.